# 漢堡條約 (1762年)
漢堡條約（德語：Friede von Hamburg）於1762年5月22日在七年戰爭期間發生的波美拉尼亞戰爭中在瑞典和普魯士以及漢堡自由市之間簽署。該條約是在俄羅斯於5月5日與普魯士結盟後簽訂的，這使得瑞典無法繼續他們為了奪回他們之前失去的波美拉尼亞領土而進入的戰爭。該條約重申了戰前的現狀。

## 外部連結
- Scan of the treaty at IEG Mainz （页面存档备份，存于）
- The Encyclopedia of World History (2001)